# Rigmány
Rigmány (románul: Rigmani) falu Romániában, Maros megyében.

## Története
Havad község része. A trianoni békeszerződésig Maros-Torda vármegye Nyáradszeredai járásához tartozott.

## Népessége
2002-ben 277 lakosa volt, ebből 277 magyar nemzetiségű.

## Vallások
A falu lakói közül 259-en református hitűek és 10 fő római katolikus.

## Hírességek
- A falu szülötte Madaras József (1937–2007) Kossuth-díjas színművész, a magyar színház- és filmművészet kiemelkedő alakja.
- Itt született Veress Lukács (1939–2007) fizikus, informatikus, fizikai és informatikai szakíró.